# Sericochroa felderi
Sericochroa felderi är en fjärilsart som beskrevs av Paul Thiaucourt. Sericochroa felderi ingår i släktet Sericochroa och familjen tandspinnare. Inga underarter finns listade i Catalogue of Life.